# Esquema de simplificação de caracteres chineses
Predefinição:Table Hanzi
O Esquema de Simplificação de Caracteres Chineses é uma lista de caracteres chineses simplificados promulgada em 1956 pelo Conselho de Estado da República Popular da China. Contém a maior parte dos caracteres simplificados em uso atualmente. Para distingui-la da segunda rodada de caracteres chineses simplificados publicada em 1977, a lista de 1956 também é conhecida como Primeiro Esquema de Simplificação de Caracteres Chineses .

## História
Em 1952, o Comitê de Pesquisa da Reforma Linguística da China elaborou pela primeira vez a Lista de Simplificação de Caracteres Chineses Usados com Frequência (常用漢字簡化表草案), afirmando o princípio de "apenas descrever e expressar os conceitos do povo Han da antiguidade, não criando [novos caracteres]". 
O Esquema de Simplificação de Caracteres Chineses (Rascunho) foi publicado em 7 de janeiro de 1955 para consulta pública. Consiste em três seções: Lista de simplificação de 798 caracteres (rascunho) (798個漢字簡化表草案), Lista de 400 caracteres variantes que deveriam ser abolidos (rascunho) (擬廢除的400個異體字表草案) e Lista de simplificação na escrita manual de componentes de caracteres (rascunho) (漢字偏旁手寫簡化表草案). A segunda e a terceira seções foram excluídas no processo de modificação. O Esquema de Simplificação de Caracteres Chineses modificado (Rascunho) foi aprovado pela Reunião Nacional de Reforma Linguística após discussão em outubro de 1955, e posteriormente modificado pelo Comitê de Reforma Linguística da China de acordo com o resultado das discussões. O rascunho modificado foi revisado pelo Comitê do Conselho de Estado para a Aplicação do Esquema de Simplificação de Caracteres Chineses.
Em 21 de novembro de 1955, o Ministério da Educação emitiu um Aviso Relativo à Implementação do Caractere Chinês Simplificado em Todas as Escolas (關於在各級學校推行簡化漢字的通知).  O Departamento Político Geral do Exército de Libertação Popular fez avisos semelhantes no mesmo mês.
Em 28 de janeiro de 1956, a 23ª Reunião Plenária do Conselho de Estado aprovou a Resolução Relativa à Promulgação do "Esquema de Simplificação dos Caracteres Chineses" (關於公布〈漢字簡化方案〉的決議). Em 31 de janeiro de 1956, o Diário do Povo publicou na íntegra a Resolução sobre a Promulgação do "Esquema de Simplificação dos Caracteres Chineses" e o Esquema de Simplificação dos Caracteres Chineses (漢字簡化方案). A primeira lista do esquema foi usada em todo o país em 1º de fevereiro de 1956, e o restante foi implementado gradualmente em etapas posteriores. 

## Estrutura
O Esquema de Simplificação de Caracteres Chineses é dividido em três partes. A primeira parte consiste em 230 caracteres simplificados; já a segunda parte consiste em 285 caracteres simplificados; por fim, a terceira parte consiste em 54 componentes simplificados. A primeira e a segunda partes diferem em seu tempo de implementação; a primeira parte entrou em vigor no dia seguinte ao anúncio, enquanto a segunda parte foi implementada principalmente em três seções mais tarde, entre 1956 e 1959, após novos testes e pequenas alterações, excluindo 28 caracteres simplificados, que só foram implementados em 1964, quando a Lista de Caracteres Chineses Simplificados foi publicada. 

## Desenvolvimento posterior

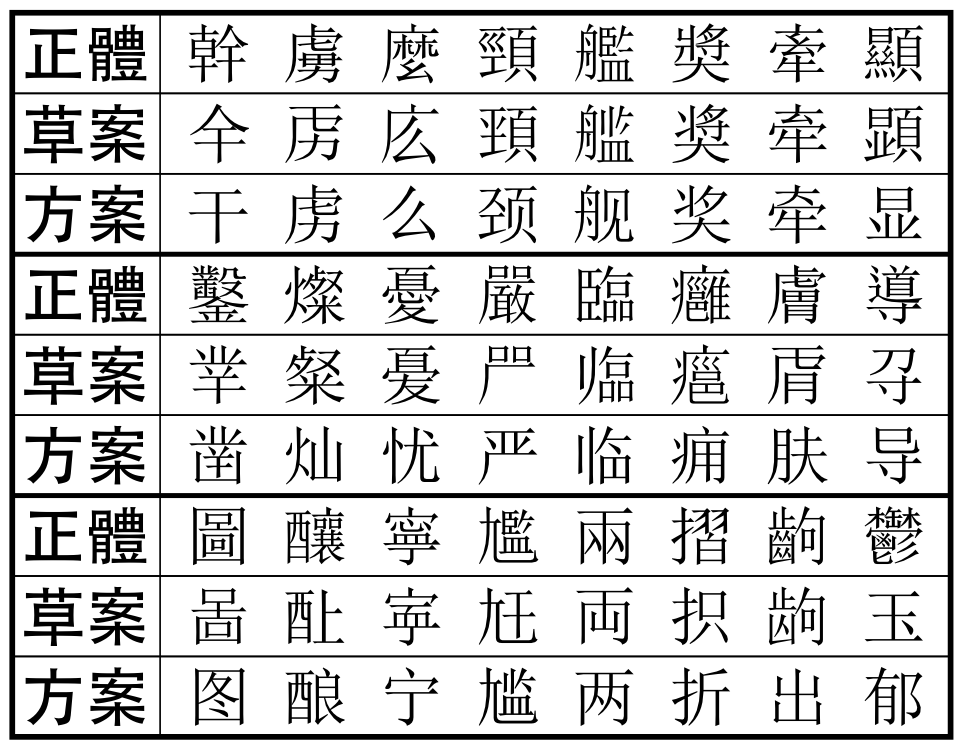
Comparação entre o rascunho do esquema de simplificação de 1955 (linhas do meio a cada terço) e o conjunto final de caracteres simplificados lançado em 1956 (linhas de baixo), juntamente com equivalentes de caracteres tradicionais para referência (linhas de cima).

A simplificação dos caracteres chineses encontrou forte resistência de setores acadêmicos e do público. O renomado acadêmico Chen Mengjia foi um dos maiores críticos do esquema. Quando o Movimento Antidireitista começou em 1957, Chen foi classificado como direitista e tratado como inimigo do partido. Em 1966, no início da Revolução Cultural, Chen foi novamente severamente perseguido por suas ideias e cometeu suicídio. 
Em 10 de janeiro de 1958, o primeiro-ministro Zhou Enlai apresentou um relatório sobre a tarefa de reforma da escrita chinesa, no qual criticou os "direitistas" por se oporem ao esquema, dizendo que a oposição era usada para minar o partido e o estado. Zhou acrescentou que a simplificação "atendia aos interesses do público em geral" e "deveria ser fortemente apoiada". 
Posteriormente, foram introduzidas alterações significativas na lista, em especial com a introdução do princípio da simplificação por analogia. Em maio de 1964, o Comitê de Reforma Linguística publicou a Lista Geral de Caracteres Chineses Simplificados para resolver os defeitos encontrados no Esquema de Simplificação de Caracteres Chineses.
A lista está organizada em três partes. A primeira parte registra 352 caracteres simplificados que não são usados como radicais ; A segunda parte registra caracteres simplificados que podem ser usados como radicais e 14 radicais simplificados; A terceira parte registra 1754 caracteres simplificados que são formados de acordo com seus radicais. Há um total de 2238 caracteres listados. Na verdade, apenas 2236 caracteres foram simplificados, pois 签 (qiān) e 须 (xū) aparecem duplicadamente na lista.[carece de fontes?]
O Comitê de Reforma Linguística da China propôs o projeto do Segundo Esquema de Simplificação dos Caracteres Chineses em 20 de dezembro de 1977; ele foi rescindido em 1986.